# Бондлькрамер
Бондлькрамер (нем. Boandlkramer, Boanlkramer, сокр. Boandl или Boanl) — традиционная баварская персонификация смерти.
Бондлькрамер согласно баварской фольклорной традиции представляется в образе бедного странствующего торговца с пустым взором и впалыми щеками. В литературе и кинематографе зачастую наделяется также такими чертами, как жалкий вид, эксцентричность и беспомощность. В отличие от некоторых других персонификаций смерти, фигура Бондлькрамера отличается отсутствием пугающих или демонических качеств, что объясняется особенностями отношения баварцев к смерти как явлению естественному и ожидаемому. Бондлькрамер является центральным персонажем рассказа Франца фон Кобелля «История Бранднера Каспара», романа и пьесы Курта Вильгельма «Бранднер Каспар и вечная жизнь», кинофильма «Бондлькрамер и вечная любовь».

## Этимология имени
Слово Boandlkramer происходит от слияния баварского Boandl (кость) и немецкого Krämer (торговец хламом, хламовщик, мелкий лавочник). Таким образом, буквально имя Бондлькрамер означает торговца костями, то есть дешёвым, никому не нужным товаром, хламом. Такое наименование отражает его функцию — отвозить мертвецов на небо, где над ними будет вестись божий суд, и отличает Бондлькрамера от другой классической немецкой персонификации смерти — Жнеца.

## Фольклорный образ
Образ Бондлькрамера отражает особенности баварского народного отношения к смерти: прагматичного, юмористичного и в некоторой степени лишённого почтения к такой мистической и сверхъестественной фигуре. Бондлькрамер в баварских сказаниях лишён каких-либо сильных черт характера: он стучится в дверь не чтобы силой забрать душу умершего, но чтобы уговорить ее покинуть земную юдоль; он выпрашивает души, а не собирает их; с ним часто можно вступить в диалог, обмануть или отвлечь. Такое пренебрежительное отношение находит своё отражение и в баварской присказке про то, что старики-долгожители «позабыли позвать своего Бондлькрамера». Народные произведения в юмористическом тоне выражают идею о том, что воля баварца стоит выше смерти — он сам решает, когда умрёт, то есть позволит Бондлькрамеру уговорить себя.

## Литературный персонаж
В рассказе «История Бранднера Каспара» Бондлькрамер приходит за главным героем, чтобы забрать его в мир мёртвых. Бранднеру Каспару удаётся напоить смерть и выиграть у неё в карты отсрочку: Бондлькрамер обязуется прийти за ним только после 90-летия. Однако несколько лет спустя умирает молочница из деревни Бранднера, знавшая о его сделке со смертью. После её попадания на небеса, в раю становится известно об инциденте и апостол Пётр посылает Бондлькрамера за уклонистом. Встретившись со смертью снова, Бранднер упорно отказывается следовать за Бондлькрамером: последнему удаётся уговорить его только взглянуть на рай. Однако оказавшись у ворот рая Бранднер, восхищённый его великолепием и увидевший там свою умершую жену и погибших на войне сыновей, соглашается, наконец, умереть. Рассказ Кобелля был очень популярен и стал частью баварского национального эпоса.

## Воплощения в театре и кино
На основе рассказа Кобелля в 1934 году Йозефом Марией Лутц была написана театральная пьеса «Бранднер Каспар смотрит на рай». В версии Лутца упор сделан на драму, а не комедию. Впервые пьеса была поставлена в Дрездене, роль Бондлькрамера сыграл в ней Эрих Понто. На основе пьесы в 1949 году был снят фильм «Ворота в рай», роль Бондлькрамера в котором была исполнена Паулем Хёрбигером.
В 1975 году родственник Кобелля Курт Вильгельм переработал пьесу своего предка. В прочтении Вильгельма история приобрела более комичный характер, в сюжет были добавлены юмористические сцены. Результат под названием «Бранднер Каспар и вечная жизнь» был поставлен Баварским государственным театром и исполнялся им более 1000 раз. Спектакль также был поставлен на сцене 60 других театров и театральных площадок.
В 2008 году режиссёром Йозефом Фильсмайером была снята экранизация пьесы Вильгельма «История Бранднера Каспара», а в 2021 вышло продолжение «Бондлькрамер и вечная любовь». Роль Бондлькрамера в обоих фильмах исполнил Михаэль Хербиг.